# Ridsportallsvenskan

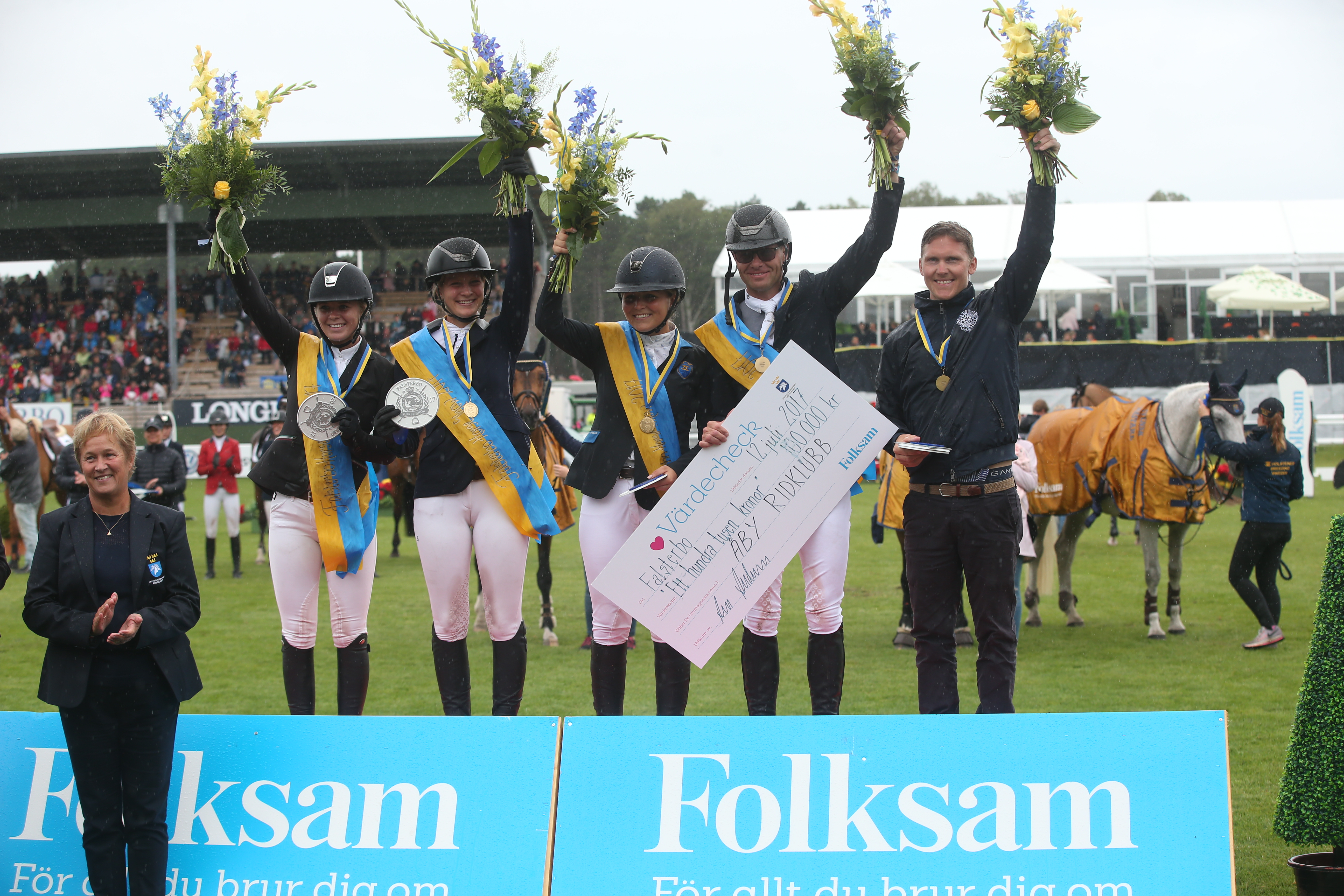
2017 års vinnande lag av Elitallsvenska Åby ridklubb, I laget red Ann-Catrine Bengtsson, Andrea Falk, Gabriella Mannerson, Sissela Smith och Marcus Westergren, lagledare var Jonas Rinné.

Ridsportallsvenskan är seriesystemet för lagtävling i banhoppning i Sverige. Fyra nivåer finns inom systemet: Elit, Division I, Division II och Division III. Elit-divisionen utgör även svenska mästerskapen i laghoppning. Ridsportallsvenskan startade 1976 och de första svenska mästarna i laghoppning blev Malmö civila ryttarförening och föreningen med flest lagtitlar är Clarebergs ridklubb som vann fem titlar på rad mellan åren 1978 och 1982.

## Tävlingsformat
Serierna är öppna för föreningar anslutna till Svenska Ridsportförbundet. Ryttare i lagen skall ha giltig svensk tävlingslicens och vara svensk medborgare eller sedan minst ett år fram till första kvaltävlingen stadigvarande bosatt i Sverige. Hästar skall ha giltig svensk licens. Lagen skall bestå av tre eller fyra ekipage oavsett ålder, varav de tre bästas resultat räknas.

### Elit
Elitserien av Ridsportallsvenskan rids i tre omgångar i fem olika grupper från söder till norr med åtta lag i varje grupp. Grundomgångarna avgörs på 1,30 meters nivå. De två bäst placerade lagen i varje grupp går till semifinal. Från semifinalen som avgörs i två omgångar, går det åtta bästa lagen vidare till finalen. Semifinalen avgörs på 1,35 meters nivå. Finalen avgörs under Falsterbo Horse Show i två omgångar. Finalen avgörs på 1,40 meters nivå.

## Vinnare genom tiderna
Vinnare av svenska mästerskapen i laghoppning genom tiderna:
- 2023 Österlens ridklubb
- 2022 Södertälje ridklubb
- 2021 Jump Club ridsportförening
- 2020 Jump Club ridsportförening
- 2019 Österlens ridklubb
- 2018 Österlens ridklubb
- 2017 Åby ridklubb[3]
- 2016 Strömsholms ridsportförening
- 2015 Föreningen Skästa ridcenter[4]
- 2014 Loviseholms sporthästklubb
- 2013 Fjärås hoppryttare
- 2012 Flyinge hästsportklubb
- 2011 Varbergs ridklubb
- 2010 Jump Club ridsportförening
- 2009 Varbergs ridklubb
- 2008 Strömsholms ridsportförening
- 2007 Hamre ridklubb
- 2006 Ängeholms ridklubb
- 2005 Sölvesborgs ridklubb
- 2004 Helsingborgs fältrittklubb
- 2003 Sölvesborgs ridklubb
- 2002 Sölvesborgs ridklubb
- 2001 Sölvesborgs ridklubb
- 2000 Bankeryds ridklubb
- 1999 Strömsholms ridsportförening
- 1998 Nääs-Alingsås ryttarförening
- 1997 Nääs ryttarförening
- 1996 Nääs ryttarförening
- 1995 Nääs ryttarförening
- 1994 Enköpings ridklubb
- 1993 Enköpings ridklubb
- 1992 Kungsbacka ridklubb
- 1991 Kungsbacka ridklubb
- 1990 Kungsbacka ridklubb
- 1989 Kungsbacka ridklubb
- 1988 Flyingeortens ryttarförening
- 1987 Kungsbacka ridklubb
- 1986 Nääs ryttarförening
- 1985 Helsingborgs fältrittklubb
- 1984 Nääs ryttarförening
- 1983 Helsingborgs fältrittklubb
- 1982 Clarebergs ridklubb
- 1981 Clarebergs ridklubb
- 1980 Clarebergs ridklubb
- 1979 Clarebergs ridklubb
- 1978 Clarebergs ridklubb
- 1977 Helsingborgs fältrittklubb
- 1976 Malmö civila ryttarförening